# Vierzy
Vierzy – miejscowość i gmina we Francji, w regionie Hauts-de-France, w departamencie Aisne.
Według danych na styczeń 2014 roku gminę zamieszkiwało 458 osób, a gęstość zaludnienia wynosiła 36,2 osób/km².